# Polaryzacja typu B
Polaryzacja typu B – soczewkowanie grawitacyjne mikrofalowego promieniowania tła generuje wzór rotacji w obserwowanej polaryzacji. Ten sygnał jest określany jako polaryzacja typu B. Można dzięki niemu zmierzyć rozkład masy w całym Wszechświecie.
W kosmologii opartej na inflacji mody B (zamienna nazwa z polaryzacją typu B) interpretowane są jako źródło szumu dla pomiaru pierwotnych sygnałów fal grawitacyjnych.
Kosmologowie przewidują dwa rodzaje polaryzacji typu B. Pierwszy, który powstał podczas inflacji kosmologicznej tuż po Wielkim Wybuchu oraz drugi, powstały przez soczewkowanie grawitacyjne w późniejszych czasach.
Nad obserwacją pierwszego rodzaju polaryzacji pracował zespół skupiony wokół eksperymentu BICEP2 mimo ogłoszenia odkrycia w 2014 roku, po dalszej analizie porównawczej z danymi z misji Planck okazało się, że za wysoki poziom ufności odpowiedzialny był szum galaktyczny.
Drugi rodzaj polaryzacji typu B został odkryty wcześniej przy użyciu SPT oraz przy pomocy Kosmicznego Obserwatorium Herschela.
Inna interpretacja istnienia polaryzacji typu B związana jest z koncepcją Konforemnej Cyklicznej Kosmologii R. Penrosa. Według jej założeń obserwowane w pustkach pola magnetyczne są argumentem przemawiającym za tym, że ich pochodzenie jest pierwotne -- obecne w okresie samego Wielkiego Wybuchu (w związku z brakiem materii czy ciemnej materii, które by takie pola generowały). Ponieważ pola magnetyczne w teorii Maxwella są niezmiennicze konforemnie więc mogą przetrwać do następnego eonu jako świadectwo, że w obecnej pustce w poprzednim cyklu istniały gromady galaktyk. W tym sensie takie pola magnetyczne mogłyby być źródłem polaryzacji typu B w mikrofalowym promieniowaniu tła.